# Танаис (кинотеатр)
Танаис — кинотеатр, расположенный в Новочеркасске, Ростовская область. Старейший кинотеатр города. Является памятником архитектуры местного значения.

## История
В 1903 году в Новочеркасске на Платовском проспекте Голоколосовой в доме Кондратовой открылся кинотеатр «Патэ», который был оборудован привезённой из Парижа техникой французской компании «Ф. и Э. Патэ», в честь неё изначально именовался кинотеатр. Местная казачка Евдокия Петровна Кондратова организовала строительство здания специально под кинотеатр. Это здание стало первым в городе, которое было построено сугубо как кинотеатр, в чём состоит его историческая важность.
Летом и осенью 1914 года в кино была популярна военная тематика, в местной прессе часто встречались следующие объявления: в электро-биографе «Патэ» идёт картина «Борьба с демоном» «с участием известного кинемо-артиста В. Гаррисона» или «Патэ» — успешно конкурирует в Новочеркасске, показывая «большие исторические картины как „Спартак, вождь гладиаторов“ и „Клеопатра и Антоний“».
Изначально у здания кинотеатра был балкон. На первом этаже с левой стороны находился галантерейный магазин, а с правой — парикмахерская. В подвале находился винный погреб. На протяжении всего XX век здание использовалось по непосредственному назначению, никаких магазинов в нём уже не было, изменялось лишь его название — в 1927 году кинотеатр «Патэ» переименовали в «Темп», затем — «III Интернационал», «Советский», «Комсомолец» и уже в 90-х годах — «Танаис».
В 2000-х здание находилось на ремонте, а в начале 2010 года выставлено на продажу.
В начале 2020 года кинотеатр открылся вновь, вернув себе историческое название «Патэ».